# Rhizoctonia silvestris
Rhizoctonia silvestris é uma espécie de fungo pertencente à família Ceratobasidiaceae.